# Zonsverduisteringen van 2451 t/m 2460
De periode 2451 t/m 2460 bevat 25 zonsverduisteringen. Deze zijn onderverdeeld in de volgende typen:
- 7 totale
- 9 ringvormige
- 0 hybride
- 9 gedeeltelijke

## Overzicht
Onderstaand overzicht bevat alle details van deze zonsverduisteringen.
| Datum        | UTC op Max | Type         | Stijl                         | Saros nr | Magni- tude | Lengte op Max | Coördinaten op Max |
| ------------ | ---------- | ------------ | ----------------------------- | -------- | ----------- | ------------- | ------------------ |
| 1 mei 2451   | 18:53:37   | totaal       | centraal                      | 155      | 1.0459      | 3m 28s        | 42.1n 114.3w       |
| 24 okt. 2451 | 23:03:09   | ringvormig   | centraal                      | 160      | 0.9746      | 2m 21s        | 35.3z 178.3w       |
| 21 mrt. 2452 | 17:01:31   | gedeeltelijk | laatste eclips Sarosserie     | 127      | 0.0262      | -             | 61.1z 20.1o        |
| 20 apr. 2452 | 06:54:27   | gedeeltelijk |                               | 165      | 0.4797      | -             | 61.8n 31.5w        |
| 14 sep. 2452 | 00:49:17   | gedeeltelijk |                               | 132      | 0.1307      | -             | 61.3n 92.5w        |
| 13 okt. 2452 | 09:44:05   | gedeeltelijk |                               | 170      | 0.7553      | -             | 61.3z 69.3w        |
| 10 mrt. 2453 | 18:09:42   | ringvormig   | centraal                      | 137      | 0.9177      | 7m 4s         | 53.6z 39.1w        |
| 3 sep. 2453  | 17:43:48   | totaal       | centraal                      | 142      | 1.0638      | 4m 15s        | 48.0n 49.1w        |
| 27 feb. 2454 | 18:01:47   | ringvormig   | centraal                      | 147      | 0.9393      | 6m 40s        | 17.0z 77.3w        |
| 24 aug. 2454 | 08:48:47   | totaal       | centraal                      | 152      | 1.0310      | 2m 50s        | 11.9n 54.3o        |
| 16 feb. 2455 | 23:36:27   | ringvormig   | centraal                      | 157      | 0.9857      | 1m 25s        | 17.1n 179.6w       |
| 13 aug. 2455 | 17:54:37   | ringvormig   | centraal                      | 162      | 0.9716      | 2m 52s        | 32.3z 104.2w       |
| 8 jan. 2456  | 01:21:04   | gedeeltelijk |                               | 129      | 0.0760      | -             | 64.5z 44.5w        |
| 6 feb. 2456  | 12:03:15   | gedeeltelijk |                               | 167      | 0.6607      | -             | 62.3n 50.1w        |
| 3 juli 2456  | 05:13:16   | gedeeltelijk |                               | 134      | 0.4621      | -             | 64.9n 98.1w        |
| 27 dec. 2456 | 16:51:25   | totaal       | centraal                      | 139      | 1.0222      | 1m 19s        | 79.8z 22.0w        |
| 22 juni 2457 | 08:16:13   | ringvormig   | centraal                      | 144      | 0.9827      | 1m 32s        | 53.2n 67.4o        |
| 17 dec. 2457 | 04:35:27   | ringvormig   | centraal                      | 149      | 0.9799      | 2m 4s         | 34.4z 116.2o       |
| 11 juni 2458 | 18:19:40   | totaal       | centraal                      | 154      | 1.0388      | 4m 4s         | 6.3n 90.0w         |
| 6 dec. 2458  | 09:14:46   | ringvormig   | centraal                      | 159      | 0.9311      | 9m 34s        | 9.5n 44.7o         |
| 3 mei 2459   | 02:35:54   | gedeeltelijk | laatste eclips Sarosserie     | 126      | 0.0214      | -             | 70.3n 4.3o         |
| 1 juni 2459  | 09:59:50   | totaal       | niet centraal geen zuiddgrens | 164      | 1.0038      | -             | 67.8z 41.3o        |
| 25 nov. 2459 | 08:41:41   | gedeeltelijk |                               | 169      | 0.5818      | -             | 68.6n 66.5o        |
| 21 apr. 2460 | 18:09:49   | totaal       | centraal                      | 136      | 1.0236      | 1m 34s        | 66.8n 119.8w       |
| 14 okt. 2460 | 20:25:57   | ringvormig   | centraal                      | 141      | 0.9817      | 1m 9s         | 73.9z 156.1o       |

### Legenda
| Kolomhoofd         | Uitleg                                                                                                |
| ------------------ | --- |
| Datum              | Datum op het moment van het maximum van de eclips                                                     |
| UTC op Max         | Tijd in UTC op het moment van het maximum van de eclips                                               |
| Type               | Type van de eclips                                                                                    |
| Stijl              | Binnen een type zijn verschillende stijlen mogelijk                                                   |
| Sarosnr            | Het nr van de sarosreeks waartoe de eclips behoort                                                    |
| Magnitude          | Percentage van verduistering van de middellijn van de zon op het moment van het maximum van de eclips |
| Lengte op Max      | Tijdsduur van de eclips op de plek met het maximum                                                    |
| Coördinaten op Max | Coördinaten op het moment van het maximum van de eclips                                               |